# کاراپت میکائلیان
کاراپت ساموِلی میکائلیان (ارمنی: Կարապետ Սամվելի Միքայելյան؛ زادهٔ ۲۷ سپتامبر ۱۹۶۹) یک بازیکن فوتبال در پست مهاجم اهل ارمنستان است.

## باشگاهی
از باشگاه‌هایی که در آن بازی کرده‌است می‌توان به اسپارتاک مسکو، باشگاه فوتبال سمنا کامسامولسک بر آمور، باشگاه فوتبال زوزدا ایرکوتسک، سوکول ساراتوف، ججو یونایتد،
باشگاه فوتبال سویوز-گازپروم ایژوسک، کریلیا سووتوف سامارا، نیکا مسکو، باشگاه فوتبال کوزباس کمروف، دینامو استاوروپول، باشگاه فوتبال اسپارتاک نیژنی نووگورود و باشگاه فوتبال چیتا اشاره کرد.

## تیم ملی
وی همچنین در تیم ملی فوتبال ارمنستان بازی کرده‌است. میکائلیان نخستین بازی ملی خود را در چهارچوب مرحله مقدماتی جام جهانی فوتبال ۱۹۹۸ بود در تاریخ ۵ اکتبر ۱۹۹۶ در بلفاست در مقابل ایرلند شمالی انجام داده‌است.